# Stamná
Stamná är en ort i Grekland.   Den ligger i prefekturen Nomós Aitolías kai Akarnanías och regionen Västra Grekland, i den centrala delen av landet, 220 km väster om huvudstaden Aten. Stamná ligger 120 meter över havet och antalet invånare är 921.
Terrängen runt Stamná är kuperad åt nordost, men åt sydväst är den platt. Runt Stamná är det ganska tätbefolkat, med 67 invånare per kvadratkilometer. Närmaste större samhälle är Agrínio, 15,9 km nordost om Stamná.